# 에이시 내친왕 (쇼젠몬인)
에이시/나가코 내친왕(일본어: 永子内親王 えいし/ながこ ないしんのう[*], 생년 미상 - 겐무 5년/엔겐 3년 (1338년 3월))은 가마쿠라ㆍ난보쿠초 시대의 황족이자 여원이다. 고후카쿠사 천황의 6황녀로, 어머니는 산죠 킨치카의 딸 후사코 (니미노츠보네(二位局))이다. 가마쿠라 막부 8대 쇼군 히사아키 친왕의 동복동생이다. 여원호는 쇼젠몬인(章善門院)이다.
쇼오 4년 (1291년) 12월 15일에 내친왕 선하를 받았다. 에이닌 5년 (1297년) 12월 28일에 준삼궁 선하를 받았다. 엔쿄 2년 (1309년) 2월 3일에 원호 선하를 받았다. 쇼와 5년 (1316년) 8월 27일에 출가하여 법명 신세이슈쿠(真性寂)라 했다.